# Wirkowice Drugie
Wirkowice Drugie (wcześniej Wirkowice) – wieś w Polsce położona w województwie lubelskim, w powiecie krasnostawskim, w gminie Izbica. 
| SIMC    | Nazwa   | Rodzaj    |
| ------- | ------- | --------- |
| 0889953 | Górecko | część wsi |

Wieś stanowi sołectwo. Podział wsi Wirkowice na Wirkowice Pierwsze i Wirkowice Drugie nastąpił 3 listopada 1952.
W latach 1954–1961 miejscowość należała do gromady Wirkowice – 1 stycznia 1962 gromadę zniesiono, następnie w latach 1962–1972 do gromady Tarzymiechy, która przetrwała do końca 1972 roku, czyli do kolejnej reformy gminnej.
W latach 1975–1998 miejscowość należała administracyjnie do województwa zamojskiego.
Wierni Kościoła rzymskokatolickiego należą do parafii Przenajdroższej Krwi Pana Jezusa w Wirkowicach.

## Historia
Wirkowice dawniej także zwane Wieprzkowice. Według opisu Wiesława Bondyry autora „Słownika historycznego miejscowości województwa zamojskiego”– wieś wzmiankowana po raz pierwszy w 1392 r., kiedy to miała być nadana przez króla Władysława Jagiełłę Jakubowi Śmietance. W początkach XVI wieku należała do starostwa krasnostawskiego. Wraz z kilkoma innymi wsiami w 1539 r. znalazła się w zastawie u Stanisława Rzeszowskiego wojskiego chełmskiego, który w tymże roku zamienił je z hetmanem Janem Tarnowskim za inne dobra. W 1552 ów zastaw hetman odstąpił kanclerzowi Janowi Ocieskiemu, od którego syna, również Jana, odkupił hetman i kanclerz Jan Zamoyski co stało się w roku 1582. W 1578 wieś miała 10 łanów (168 ha) gruntów uprawnych. W 1604 r. Zamoyski wydzierżawił ją i tutejszy folwark Jerzemu Cieciszewskiemu staroście grabowieckiemu. W 1792 przynależała do ordynackiego klucza starozamojskiego. W 1827 r. było tu 100 domów i 674 mieszkańców.
Według spisu z roku 1921 (wówczas w gminie Nielisz) znajdowały się we wsi 183 domy z 1080 mieszkańcami, w tym Żydów było 3 a prawosławnych 5.
II wojna światowa
W początkach grudnia (między 3 a 8) 1942 r. wieś została wysiedlona przez hitlerowców. W maju 1944 r. oddziały AK „Podkowy” i BCh „Głaza” urządziły tu udaną zasadzkę na silny oddział żandarmerii niemieckiej.

## Zabytki
- W XVI stuleciu znajdować się tu miała cerkiew prawosławna.
- Zachowały się dwie kapliczki: murowana barokowa z XVIII w., oraz inna drewniana z XIX stulecia.

Od ok. 1937 r. istniała tu drewniana kaplica, przerobiona z dużej stodoły. W 1972 r. w jej miejsce powstał drewniany kościół.